# La estrella azul
La estrella azul (internationaler englischsprachiger Titel The Blue Star, beides für „Der blaue Stern“) ist ein Filmdrama und ein Musikfilm von Javier Macipe. Der Film, der eine fiktive Geschichte erzählt und den spanischen Rocker Mauricio Aznar auf einer Reise durch Lateinamerika begleitet, feierte im September 2023 beim San Sebastian International Film Festival seine Premiere. Im Februar 2024 kam er in die spanischen Kinos.

## Handlung
In den 1990er Jahren reist der Rocker Mauricio durch Lateinamerika. Dort versucht er, wieder zu seiner Berufung zurückzufinden, und lernt Don Carlos, einen älteren Musiker, kennen. Obwohl dieser einst einer der berühmtesten Folkloristen seines Landes war, kann er heute kaum mehr seine Rechnungen bezahlen.

## Biografisches

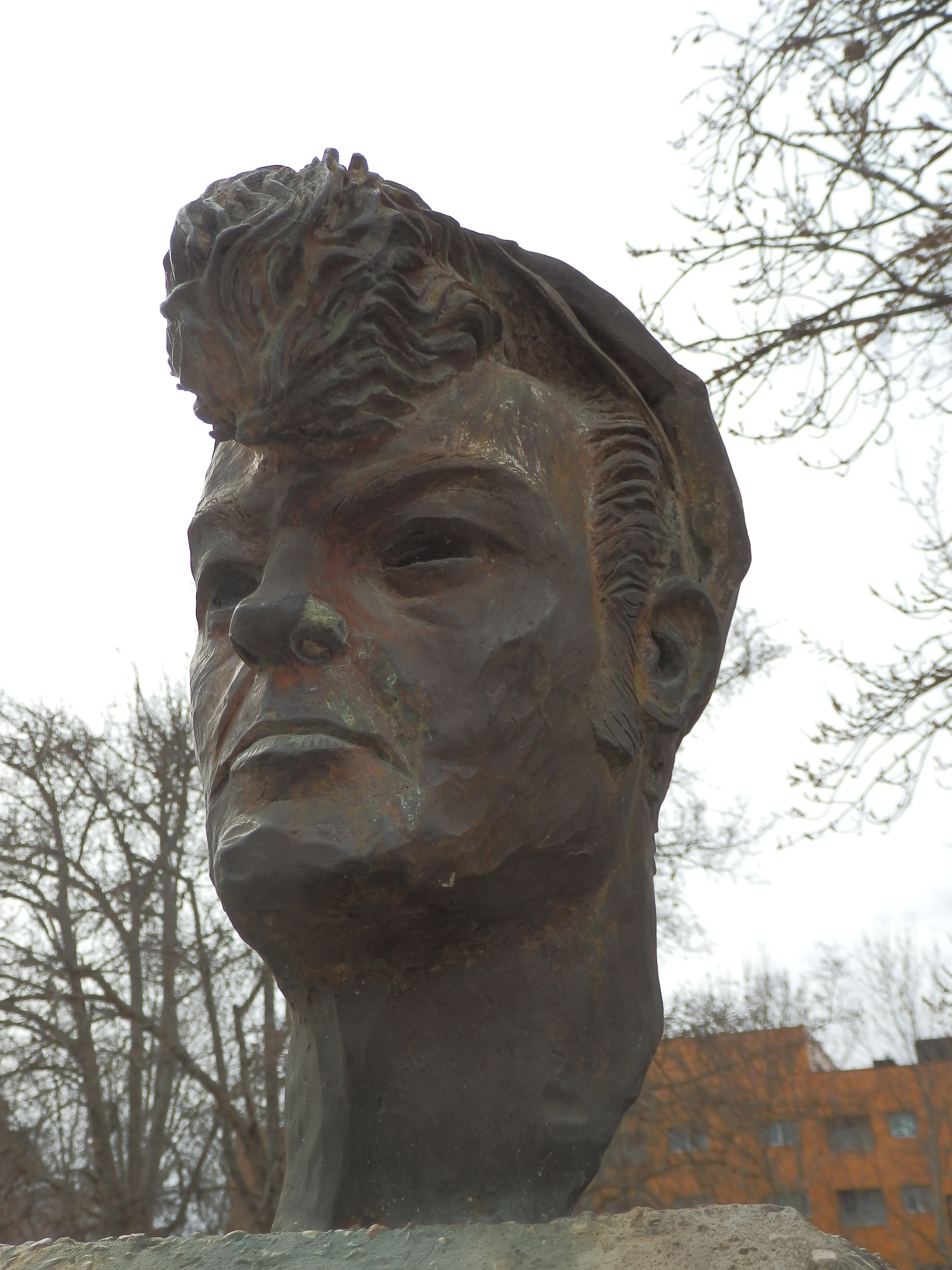
Eine Büste des aragonesischens Dichters und Musikers Mauricio Aznar

Die im Film erzählte Geschichte ist fiktiv, jedoch stark vom Leben des spanischen Musikers Mauricio Aznar inspiriert. Der aragonesische Dichter und Musiker war Leiter der Bands Golden Zippers, Más Birras und Almagato. Einige ihrer Lieder, wie Apuesta por el Rock and Roll, das von Héroes del Silencio populär gemacht wurde, sind Teil des kulturellen Erbes des „Rock made in Aragón“ geworden. In den 1990er Jahren vollzog er künstlerisch einen Richtungswechsel und wendete sich dem Tango und der argentinischen Folklore zu. Aznar starb im Oktober 2000, als er gerade 36 Jahre alt war.
Carlos Carabajal, eine weitere im Film vorkommende Figur, war ein argentinischer Folklorist, Sänger und Komponist. Er war Mitglied einer Familie argentinischer Folkloremusiker, wurde „Vater der Chacarera“ genannt und starb im August 2006. Aznar war mit der Familie Carabajal in Kontakt gekommen und wurde von dieser herzlich aufgenommen.

## Produktion

### Filmstab, Besetzung und Dreharbeiten
„Wir hoffen, dass der Film dazu beiträgt, das Interesse an Mauricios Werk und Leben zu wecken.“

Regie führte Javier Macipe, der auch das Drehbuch schrieb. Es handelt sich um seinen dritten Spielfilm. Zwei frühere Kurzfilme von ihm, Gastos incluidos und Os meninos do rio, waren für den Goya nominiert.
Pepe Lorente spielt in der Hauptrolle den aragonesischen Dichter und Musiker Mauricio Aznar und Cuti Carabajal den Folkloristen Carlos Carabajal, im Film Don Carlos genannt. Weiter auf der Besetzungsliste finden sich Bruna Cusí, Marc Rodríguez, Catalina Sopelana, Mariela Carabajal und Noelia Verenice Díaz.
Die Dreharbeiten für den Film hatten im März 2020 in Saragossa begonnen. Aufgrund der Coronavirus-Pandemie wurden sie jedoch kurz nach Beginn gestoppt und Ende 2022 in Argentinien wieder aufgenommen. Drehschluss war schließlich im Februar 2023 wieder in Saragossa. Als Kameramänner fungierten Álvaro Medina und Rui Poças. Letzterer ist Portugiese und arbeitete in der Vergangenheit für die meisten Filme seines Landsmanns João Pedro Rodrigues.

### Filmmusik und Veröffentlichung
Die Filmmusik komponierten der argentinische Songwriter und Musiker Peteco Carabajal, der Sohn von Carlos Carabajal, und die Komponistin Alicia Morote, die zuvor bei der Aufnahme der Musik von Filmen wie Leid und Herrlichkeit und Parallele Mütter von Pedro Almodóvar tätig war.
La estrella azul feierte am 25. September 2023 beim San Sebastian International Film Festival seine Premiere. Im Oktober 2023 wurde der Film beim Internationalen Filmfestival Warschau vorgestellt. Ende Februar 2024 wurde er beim Santa Barbara International Film Festival gezeigt. Am 23. Februar 2024 kam der Film in die spanischen Kinos. Im April 2024 wurde La estrella azul beim Lichter Filmfest gezeigt.

## Auszeichnungen
La estrella azul ist einer von drei Filmen, die von Spanien als Beitrag für die Oscarverleihung 2025 als bester Internationaler Film eingereicht werden sollen. Im Folgenden eine Auswahl von Auszeichnungen und Nominierungen.
Goya 2025
- Nominierung als Bester Film
- Auszeichnung als Bester Nachwuchsregisseur (Javier Macipe)
- Nominierung für das Beste Drehbuch (Javier Macipe)
- Auszeichnung als Bester Nachwuchsdarsteller (Pepe Lorente)
- Nominierung als Beste Nachwuchsdarstellerin (Mariela Carabajal)
- Nominierung für den Besten Filmschnitt (Javier Macipe und Nacho Blasco)
- Nominierung für den Besten Ton (Nicolas de Poulpiquet, Mayte Cabrera, Victor R. Puertas, Joaquín Rajadel und Amanda Villavieja)[12][13]

Internationales Filmfestival Warschau 2023
- Nominierung als Bester Film im Competition 1-2 (Javier Macip)[7]

San Sebastian International Film Festival 2023
- Nominierung für den New Directors Award (Javier Macipe)
- Auszeichnung mit dem Preis der Jugendjury (Javier Macipe)
- Auszeichnung mit dem Premio de la Cooperación Española (Javier Macipe)[14]

Santa Barbara International Film Festival 2024
- Auszeichnung mit dem Nueva Vision Award for Spain/Latin America Cinema:[15]